# 반지하

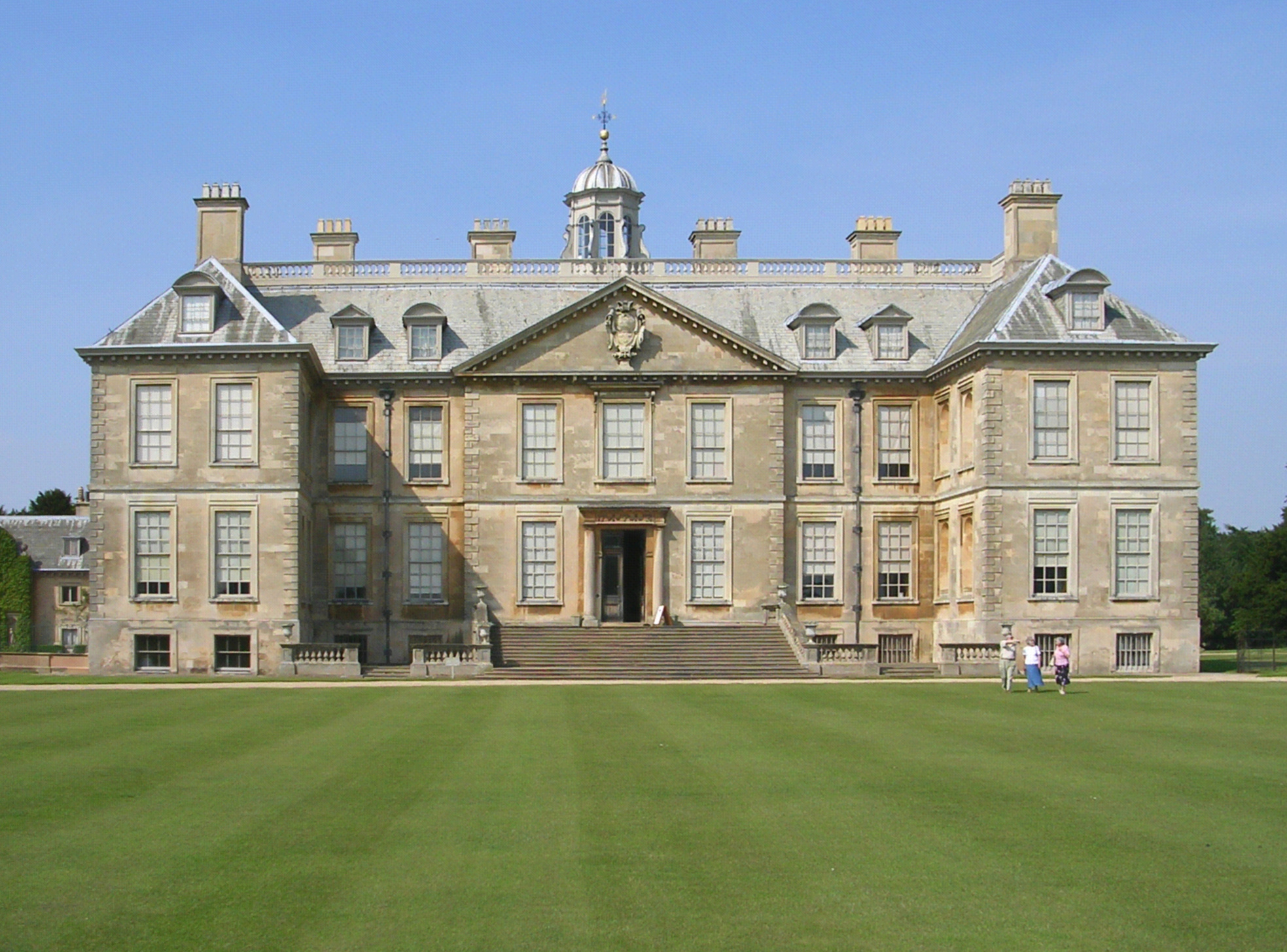
반지하의 창문이 보이는 벨튼 하우스

반지하(semi-basement flat)는 건축에서 지하실과 같은 온전한 지하 형태가 아닌, 땅 아래의 절반 정도를 차지하는 건물 구조이다.
반지하는 보통 주방과 거실 등을 포함하는 구조로, 지하실 대비 창문이 있다는 장점이 있지만 실외를 조망하는 용도로는 창문이 너무 높은 곳에 위치한다.

## 같이 보기
- 지하실